# Sra. Watanabe
Sra. Watanabe, também conhecido como Kimono Trader (em japonês: 着物トレーダー), é um esteriótipo que ganhou proeminência no começo da década de 2000, representando um tipo de investidor não profissional que operava em forex, tomando emprestado na moeda japonesa, o iene, e comprando moedas de países com maior taxa de juros. Essa operação e os investidores que a realizavam tornaram-se notórios pelo seu impacto significativo nos mercados cambiais globais.
Por causa da taxa de juros historicamente baixa do Japão, os investidores podiam fazer um tipo de operação conhecida como carry trade, na qual pegavam empréstimos em alta quantidade de ienes e os usavam para comprar moedas de países com taxas de juros mais alta, como a lira turca, o peso mexicano ou o rand sul-africano.

O termo Sra. Watanabe já era usado desde pelo menos a década de 1980, embora o uso numa edição de 1997 da revista The Economist tenha se tornado bem conhecido. Watanabe (渡辺) é um sobrenome popular e comum no Japão, mas não o mais comum entre todos. Apesar do honorífico de gênero feminino, "Sra.", por volta de 85% dos operadores de câmbio japoneses em 2019 eram homens, a maioria entre os 30 a 50 anos. Uma investigação de Gearoid Reidy para a Bloomberg News identificou que o próprio sentido de "Sra. Watanabe"' havia se alterado no Japão, mudando de um sentido genérico, algo como "Zé Ninguém",  para se referir especificamente aos traders de forex.